# Transformers: la venganza de los caídos
Transformers: la venganza de los caídos (título original en inglés: Transformers: Revenge of the Fallen), o simplemente Transformers 2, es una película de acción y ciencia ficción estadounidense de 2009 dirigida por Michael Bay, con Steven Spielberg como productor ejecutivo. Es la secuela de Transformers (2007) y la segunda entrega de la serie de acción en vivo de Transformers, transcurriendo dos años después de su predecesora. La trama gira en torno a Sam Witwicky, quien está en medio de una guerra entre dos facciones de robots extraterrestres, los Autobots y los Decepticons. Sam está teniendo extrañas visiones de símbolos cybertronianos, y siendo perseguido por los Decepticons bajo las órdenes de un antiguo Decepticon llamado The Fallen, que busca venganza en la Tierra encontrando y activando una máquina que le daría a los Decepticons una fuente de energon, destruyendo el Sol y toda la vida en la Tierra en el proceso.
Con los plazos en peligro por posibles huelgas del Sindicato de Directores de Estados Unidos y el Sindicato de Actores de Cine, Bay logró finalizar la producción a tiempo con la ayuda de la previsualización y un guion/tratamiento de sus guionistas Roberto Orci, Alex Kurtzman y el recién llegado Ehren Kruger. El rodaje se llevó a cabo de mayo a noviembre de 2008, con localizaciones en Egipto, Jordania, Pensilvania, Nueva Jersey y California, así como en bases aéreas en Nuevo México y Arizona.
La venganza de los caídos se estrenó el 24 de junio de 2009, y fue un gran éxito en taquilla, rompiendo récords en su estreno. La película recaudó un total de US$402.1 millones en Estados Unidos y US$434.2 millones en otros territorios, para un total de US$836.3 millones mundialmente. Fue la segunda película con mayor recaudación de 2009 en Estados Unidos —detrás de Avatar— la decimoctava domésticamente, la 42° película con mayor recaudación de todos los tiempos, y la cuarta con mayor recaudación del año mundialmente —detrás de Avatar, Harry Potter y el misterio del príncipe y Ice Age: Dawn of the Dinosaurs—. Con más de 11 millones de dólares de ventas domésticas en 2009, también fue la película de mayor venta del año en Estados Unidos.
La película recibió en su mayoría reseñas negativas de los críticos, principalmente debido a los frecuentes estereotipos en la dirección de la película. Obtuvo reseñas mixtas del público. La película ganó tres premios y se convirtió en las película con mayor recaudación en ganar el premio a la peor película en los 30° Premios Golden Raspberry. Una tercera película,Transformers: el lado oscuro de la luna, se estrenó el 29 de junio de 2011. Una cuarta película, Transformers: la era de la extinción, se estrenó el 27 de junio de 2014. Un quinta película, titulada Transformers: el último caballero, fue estrenada en 2017. Finalmente, un spin-off titulado Bumblebee fue estrenado en 2018 y una secuela de ese spin-off llamado Transformers: el despertar de las bestias, estrenado en 2023. Esta fue la última película en la serie en ser protagonizada por Megan Fox, y también fue la última película en la serie ser distribuida por DreamWorks Pictures, dejando que Paramount Pictures se convierta en distribuidora de sus futuras películas.

## Argumento
En el 17.000 a. C., la Tierra, se ve a un grupo de hombres primitivos siendo atacados por un transformer conocido como "The Fallen", el Decepticon original.
En 2009 (dos años después de la Batalla de Mission City), en Shanghái, el Comando NEST al mando del General Morshower, e incluyendo a los soldados Lennox, Epps y Graham, ayuda a Optimus Prime y sus subordinados a controlar y someter la presencia Decepticon. En la ciudad el equipo debe combatir contra Demolishor y Sideways, tras una violenta persecución acaban con ambos. Antes de morir, Demolishor advierte que "The Fallen surgirá de nuevo".
Por su parte, Sam Witwicky se prepara para mudarse e iniciar su vida universitaria cuando encuentra entre sus cosas un fragmento del Cubo que le da una descarga y transforma los aparatos de su casa en Transformers que Bumblebee debe destruir. Sam entrega el trozo del cubo a Mikaela y le encarga mantenerlo oculto hasta hacerlo llegar a Optimus, y tras esto se despide de todos. Cuando Mikaela se va de la casa de los Witwicky es espiada por Wheelie, un Decepticon a quien Soundwave le ordena que la siga y le robe el trozo de Cubo.
Mientras, en el cuartel NEST el presidente envía al director Galloway a NEST, quien está molesto porque Optimus envió un mensaje invitando a los Autobots a reunirse en la Tierra y porque se niega a compartir su tecnología con el gobierno; por ello sus reales intenciones son buscar una excusa para quitar a los Autobots el asilo dado por el gobierno y echarlos del planeta, es así que alega que la actividad Decepticon es mínima y los restos de Megatron y los demás derrotados han sido arrojados al océano por lo que se hace innecesario seguir prestando ayuda a los Transformers, ya que desde su perspectiva, si los echaran los Decepticons dejarían de atacar. Optimus insiste en que los Decepticons buscan algo y lo mucho que le preocupa la mención a Fallen en la última batalla.
Sin que NEST lo sepa, Soundwave había hackeado un satélite militar estadounidense y ha monitoreado toda la conversación enterándose de que el gobierno posee un fragmento del Cubo y de la localización del cuerpo de Megatron. Ravage y Reedman roban los restos del Cubo de la base donde era custodiado.
En la universidad de Princeton, Sam conoce a Leo Spitz (Ramón Rodríguez), un chico obsesionado con teorías de conspiración, y que posee una página web que publica las misiones y actividades de la NEST. Sam empieza a tener visiones raras y conoce a una seductora joven llamada Alice (Isabel Lucas), que demuestra sentirse atraída por Sam. Bumblebee se presenta y lo lleva con Optimus, quien intenta convencerlo para que actúe como mediador entre humanos y Transformers. Sin embargo Sam, deseando tener una vida normal, rechaza la petición. 
En el Atlántico Norte, los Decepticons se sumergen y usan la energía del trozo del Cubo para resucitar a Megatron, quien tras ser reactivado vuela a la Luna, donde se encuentra El Némesis (la base de los Decepticons). Allí lo espera The Fallen, su maestro, quien le revela el verdadero significado del Cubo y le dice que solo un Prime puede detenerlo, además la única manera de obtener el Energon (la energía que les da vida a los Transformers) es absorbiendo los conocimientos de historia de este, pero que Sam los ha absorbido él mismo, por lo que The Fallen le ordena secuestrar a Sam y asesinar a Optimus.
En su clase de física, Sam vuelve a tener extrañas visiones y sufre un ataque de nervios por lo que se retira y llama a Mikaela por teléfono explicándole que el contacto con el fragmento del Cubo lo ha afectado, al mismo tiempo que ella descubre y captura a Wheelie logrando que confiese los planes de Megatron. Posteriormente, lo encierra en una caja de metal y vuela a Princeton para reunirse con Sam quien vuelve a tener visiones y esta vez escribe en todas las superficies de las paredes de la habitación símbolos cibertronianos. En ese momento los Autobots se dividen para dirigirse a Nueva York y Filadelfia sin permiso de NEST. 
Mientras, Alice visita e intenta seducir a Sam hasta que son interrumpidos por Mikaela. Tras esto Alice lo ataca revelando que es el Decepticon Pretender, cuyo modo alterno es una forma humana. Mikaela, Sam y Leo acaben huyendo por la universidad hasta que Mikaela consigue destruir a Alice atropellándola, sin embargo son raptados por Grindor, quien los lleva a una fábrica donde Megatron comprueba que la información deseada por Fallen ha sido descargada en la mente de Sam, por lo que ordena que lo maten para obtenerla, sin embargo son interrumpidos por Optimus y Bumblebee, quienes logran rescatar al muchacho y huir a costa de la vida de Optimus.
The Fallen ya sin temor a que el último Prime lo pueda matar se siente libre para salir del Némesis, mientras los Decepticons inician una invasión a gran escala secuestrando a los padres de Sam y exigiendo en un comunicado global que se les entregue a Sam Witwicky como garantía de la seguridad del planeta Tierra. NEST recibe el cadáver de Optimus y el director Galloway logra que se firme un decreto presidencial para la suspensión de NEST y la expulsión de los Autobots del planeta. Sin embargo, estos deciden quedarse respetando los ideales de su difunto líder.
Buscando entender la situación, Sam, Leo, Mikaela, Bumblebee y los gemelos contactan a "Roboguerrero", el alias del administrador de una web competidora de Leo a quien este reconoce como la persona que más sabe de conspiraciones. "Roboguerrero" resulta ser el exagente Simmons (John Turturro), quien les revela evidencia donde se ve que desde la prehistoria y a lo largo de toda la historia los Transformers han estado presentes de forma secreta en el planeta.
Wheelie les explica que solo los Transformers antiguos pueden leer los símbolos que Sam escribe y los guía hasta la muestra aérea del Museo Smithsoniano, donde uno de estos duerme camuflado como un avión. Con su fragmento del cubo lo despiertan y descubren que se trata de Jetfire (Mark Ryan), el Decepticon más temido del universo en su época; pero este, ahora ya un anciano, les explica que fue abandonado en la Tierra por Fallen, así que optó por pasarse al bando de los Autobots tiempo atrás para alivio de todos. Wheelie, al oír que puede cambiar de bando según su corazón, opta por ser un Autobot también, sobre todo porque quiere estar al lado de Mikaela.
Jetfire, los teletransporta a Egipto tras ver los símbolos que Sam no para de dibujar. Una vez allí, les explica que los símbolos son el idioma de los Prime, además de revelar que los Decepticons desean apoderarse de la Matriz del Liderazgo, una llave para la activación del Recolector Solar: un arma apocalíptica creada por los Prime en tiempos antiguos capaz de transformar estrellas en Energon mediante su destrucción. Sin embargo, estos lo usaban bajo la condición que solo se destruyeran sistemas planetarios sin vida. Pero Fallen, uno de los siete Prime originales y el más fuerte de todos, intentó romper esa ley hace eones atrás, al querer sacrificar el Sistema Solar, por lo que los Primes restantes se vieron en la obligación de combatirlo y finalmente sacrificar sus vidas para crear una tumba donde esconder la Matriz en alguna parte del desierto. Jetfire dice que Fallen sabe dónde está el Recolector Solar por lo que solo le resta encontrar la tumba y que solo un Prime podía matarlo definitivamente. Sam razona que la Matriz puede reactivar a Optimus, por lo que su deseo verdadero es encontrarla para devolverle la vida. Jetfire le da al grupo la misión de encontrar la tumba de los Prime antes que los Decepticons, la cual había sido una misión que él no pudo cumplir anteriormente; para ello traduce los símbolos de Sam, los cuales resultan ser un acertijo que habla de cómo llegar allí.
Lennox recibe una llamada de Simmons, quien le pide que lleve el cuerpo de Prime a Egipto para reunirlo con la Matriz mientras Sam descubre que el acertijo habla de cómo la posición de las pirámides y ciertas estrellas señalan hacia los restos arqueológicos de Petra, en Jordania. Una vez allí encuentran la tumba tras una pared, pero para sorpresa de todos la Matriz se convierte en polvo en las manos de Sam, el cual, sin perder la esperanza, lo recoge pensando que aún podrá funcionar, mientras, los Autobots y soldados llevan el cuerpo de Optimus a una aldea desde donde se organizan.
Mientras los Decepticons atacan la aldea, Bumblebee, Sam y Mikaela empiezan una carrera hasta llegar al cadáver de Optimus mientras Simmons, Leo y los gemelos se quedan en una cantera para evitar que el gigantesco Devastator llegue al Recoletor. Bumblebee logra rescatar a los padres de Sam y este le pide que los lleve a un lugar seguro mientras él trata de atravesar el campo de batalla. Devastator trepa a la Gran Pirámide de Giza y destroza sus paredes revelando que el Recolector Solar está oculto dentro, por lo que Simmons se comunica con las fuerzas navales norteamericanas estacionadas en la costa convenciéndolos de usar su Cañón de riel para destruir al gigante antes que lo desentierre.
Sam y Mikaela se encuentran con Lennox y Epps pero son atacados por el Decepticon Mixmaster hasta que Jetfire se une a la lucha y lo mata fácilmente, pero Scorponok lo ataca por la espalda logrando herirlo, antes que este lo elimine. Devastator logra desenterrar el Recolector Solar antes que la Marina lo mate, mientras el General Morshower ordena un bombardeo que acaba con el resto de los Decepticons.
Durante el bombardeo Sam es asesinado por Megatron, sin embargo su espíritu es convocado por las almas de los Prime, quienes elogian su valor y decisión señalándolo como un digno portador de la Matriz, ya que "La Matriz no se encuentra, eso se gana"; tras ello lo regresan a la vida y reconstruyen la Matriz para que resucite a Optimus y este pueda cumplir una antigua profecía: solo un Prime puede destruir a Fallen. Sam se levanta y con la ayuda de la Matriz resucita a Optimus, aunque débil ya que su cuerpo aún no ha sido reparado. Fallen aparece y arrebata la Matriz a Optimus, quien no tiene energía para defenderse, y escapa hacia la pirámide.
Jetfire, moribundo y como una forma de expiar su vida como Decepticon, explica a Optimus que si usa las piezas de su cuerpo para repararse obtendrá un poder que ningún Transformer moderno ha conocido, y antes que éste pueda decir algo aplasta su propia chispa y se derrumba a su lado. Ratchet y Jolt rápidamente montan las partes de Jetfire en el cuerpo de su líder, dándole un extraordinario poder. Optimus vuela hacia la pirámide y destruye el Recolector Solar, tras lo cual se enfrasca en un combate contra The Fallen y Megatron, donde los domina sin dificultad hasta lograr matar a Fallen y herir de gravedad a Megatron quien, junto a Starscream, decide huir.
En un portaaviones, de regreso a Estados Unidos, Optimus y Sam se agradecen mutuamente por lo que hicieron, mientras Optimus envía un mensaje dejando claro que los humanos y los Autobots están más unidos de lo que creen.

## Reparto

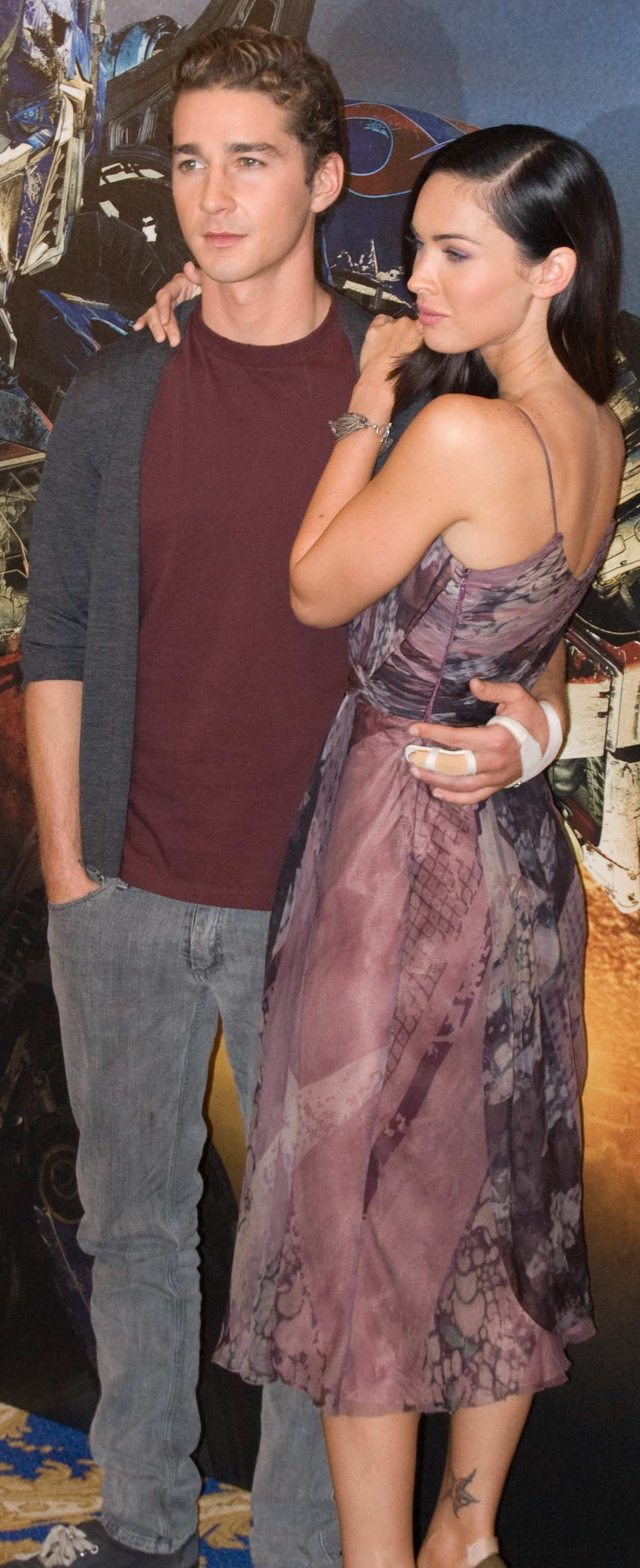
Los actores principales Shia LaBeouf y Megan Fox en una conferencia de prensa en París.

### Humanos
- Shia LaBeouf como Sam Witwicky, un estudiante universitario y aliado de los Autobots.
- Megan Fox como Mikaela Banes, la novia de Sam y aliada de los Autobots.
- Josh Duhamel como William Lennox, Comandante de la Armada de los Estados Unidos y aliado de los Autobots.
- Tyrese Gibson como Robert Epps, Sargento mayor de la Fuerza Aérea de los Estados Unidos y aliado de los Autobots.
- John Turturro como Seymour Simmons, exmiembro del Sector 7 y aliado de los Autobots.
- Ramón Rodríguez como Leo Spitz, compañero de habitación de Sam en la universidad.
- Kevin Dunn como Ron Witwicky, el padre de Sam.
- Julie White como Judy Witwicky, la madre de Sam.
- John Benjamin Hickey como Theodore Galloway, un asesor de seguridad nacional que suele castigar a NEST por sus tácticas destructivas.
- Matthew Marsden como Graham, un miembro de las Fuerzas Especiales del Reino Unido.
- Rainn Wilson como el profesor R. A. Colan.
- Marc Evan Jackson como el comandante del Mando Central de los Estados Unidos
- Katie Lowes como April, la asistente residencial de la universidad.
- Glenn Morshower como el General Morshower, director de NEST y aliado de los Autobots.

### Transformers

#### Autobots
- Peter Cullen como Optimus Prime, líder de los Autobots. Su modo alterno es un Peterbilt 379 azul con llamas rojas.
- Mark Ryan como Jetfire, un antiguo Seeker Decepticon convertido en Autobot. Su modo alterno es un Lockheed SR-71 Blackbird.
- Bumblebee, el joven explorador de los Autobots y guardián de Sam. Su modo alterno es un Chevrolet Camaro Concept 2009.
- Reno Wilson como Mudflap, un Autobot infiltrado y gemelo de Skids. Su modo alterno es un Chevrolet Trax rojo.
- Jess Harnell como Ironhide, el experto en armas de los Autobots y segundo al mando de Optimus Prime. Su modo alterno es un GMC Topkick C4500 2006.
- Robert Foxworth como Ratchet, médico de los Autobots. Su modo alterno es un vehículo de búsqueda y rescate Hummer H2.
- André Sogliuzzo como Sideswipe, el instructor de combate de los Autobots. Su modo alterno es un Chevrolet Corvette C7 Stingray Concept
- Tom Kenny como:
  - Skids, un Autobot mensajero y gemelo de Mudflap. Su modo alterno es un Chevrolet Beat verde.
  - Wheelie, un drone ex-Decepticon y luego un Autobot. Su modo alterno es un camión monstruo de radio control.
- Grey DeLisle como: 
  - Arcee, Autobot que comparte conciencia con sus hermanas. Su modo alterno es una Ducati 848 color fucsia.
  - Elita-One, Autobot que se transforma en una MV Agusta F4 de color morado.
  - Chromia, Autobot que se transforma en una Suzuki B King 1340 de color azul.
- Jolt; su modo alterno es un Chevrolet Volt azul.

#### Decepticons
- Tony Todd como The Fallen, el fundador de los Decepticons y maestro de Megatron, que busca cobrar venganza sobre los Autobots y la humanidad.
- Hugo Weaving como Megatron, aprendiz de The Fallen y líder de los Decepticons. Su modo alterno es un tanque cybertroniano.
- Jim Wood como Bonecrusher. Su modo alterno es un vehículo blindado Force Protection Industries Buffalo HMPCV buscaminas.
- Sideways (no acreditado), un Decepticon que aparece en la batalla de Shanghái. Su modo alterno es un Audi R8 plateado.
- Charlie Adler como Starscream, segundo al mando de Megatron. Su modo alterno es un F22 Raptor con marcas alienígenas.
- Frank Welker como:
  - Soundwave, el oficial de comunicaciones de los Decepticons. Su modo alterno es un satélite cybertroniano.
  - Devastator, un Decepticon combinado formado por los Constructicons.
  - Reedman, un Decepticon formado de pequeños Decepticons con aspecto de perlas, liberado por Ravage.
- Grindor; su modo alterno es un helicóptero Sikorsky CH-53E Super Stallion blanco.
- Ravage (no acreditado), un Decepticon y secuaz de Soundwave. Su apariencia es un tigre cybertroniano.
- John DiCrosta como Scalpel, (acreditado como "Doctor"), un médico Decepticon de aspecto arácnido y el doctor de Megatron. Su modo alterno es un microscopio.
- Isabel Lucas como Alice, un Pretender femenino. Su apariencia es el de una mujer cybertroniana y su modo alterno es una chica humana.
- Constructicons
  - Calvin Wimmer como Demolishor (acreditado como "Wheelbot"), un enorme Constructicon que se transforma en una excavadora Terex O&K RH 400 roja y blanca. Se esconde en Shanghái con el Decepticon Sideways.
  - Kevin Michael Richardson como Rampage, un Constructicon que se transforma en un Caterpillar D9 T bulldozer de color rojo.
- Scorponok (no acreditado), un Decepticon con aspecto de escorpión.

#### Siete Prime
- Michael York como Prime #1
- Kevin Michael Richardson como Prime #2
- Robin Atkin Downes como Prime #3

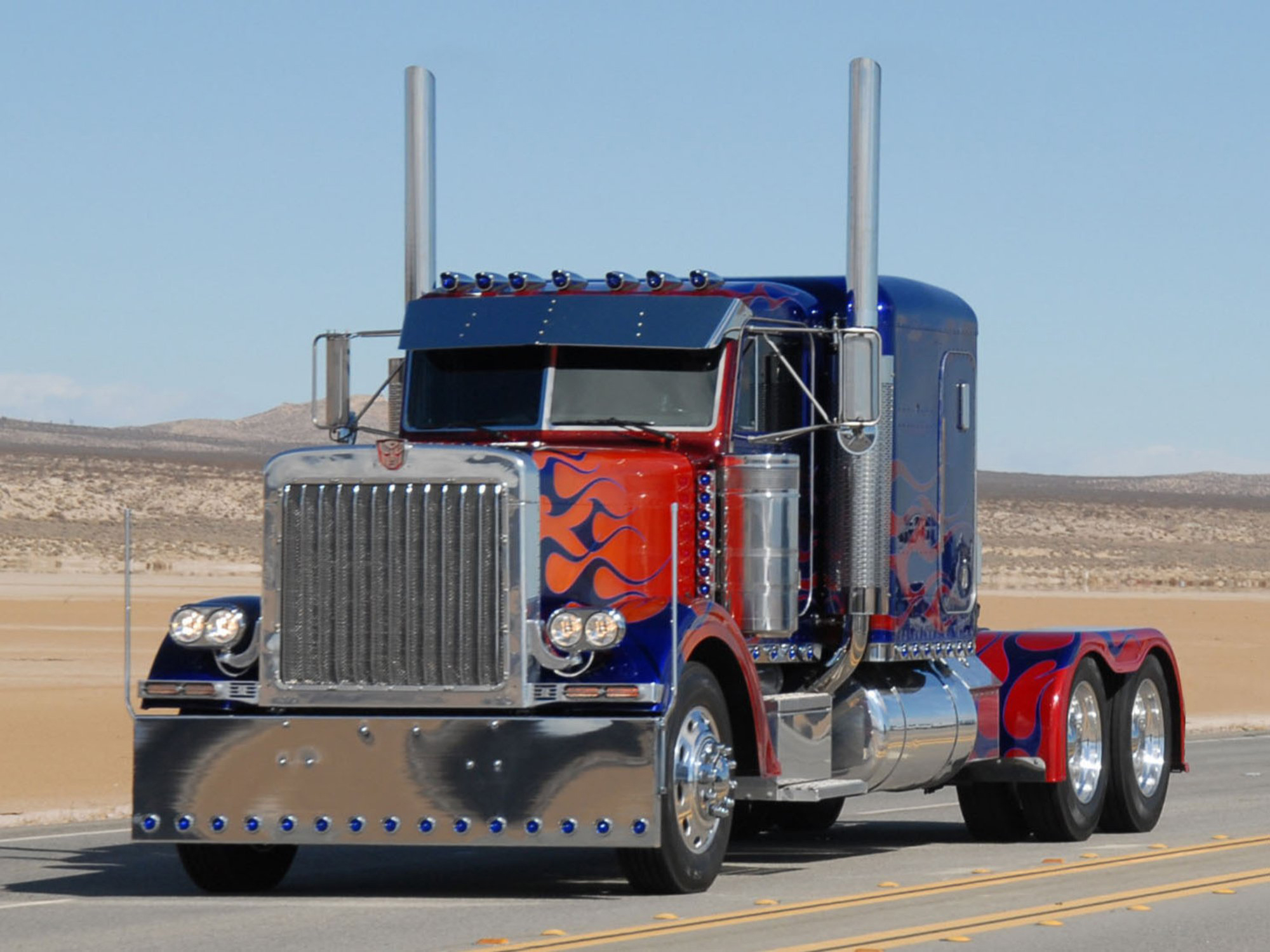
La forma del vehículo de "Optimus Prime", un Peterbilt 379, apenas cambió desde la primera película.
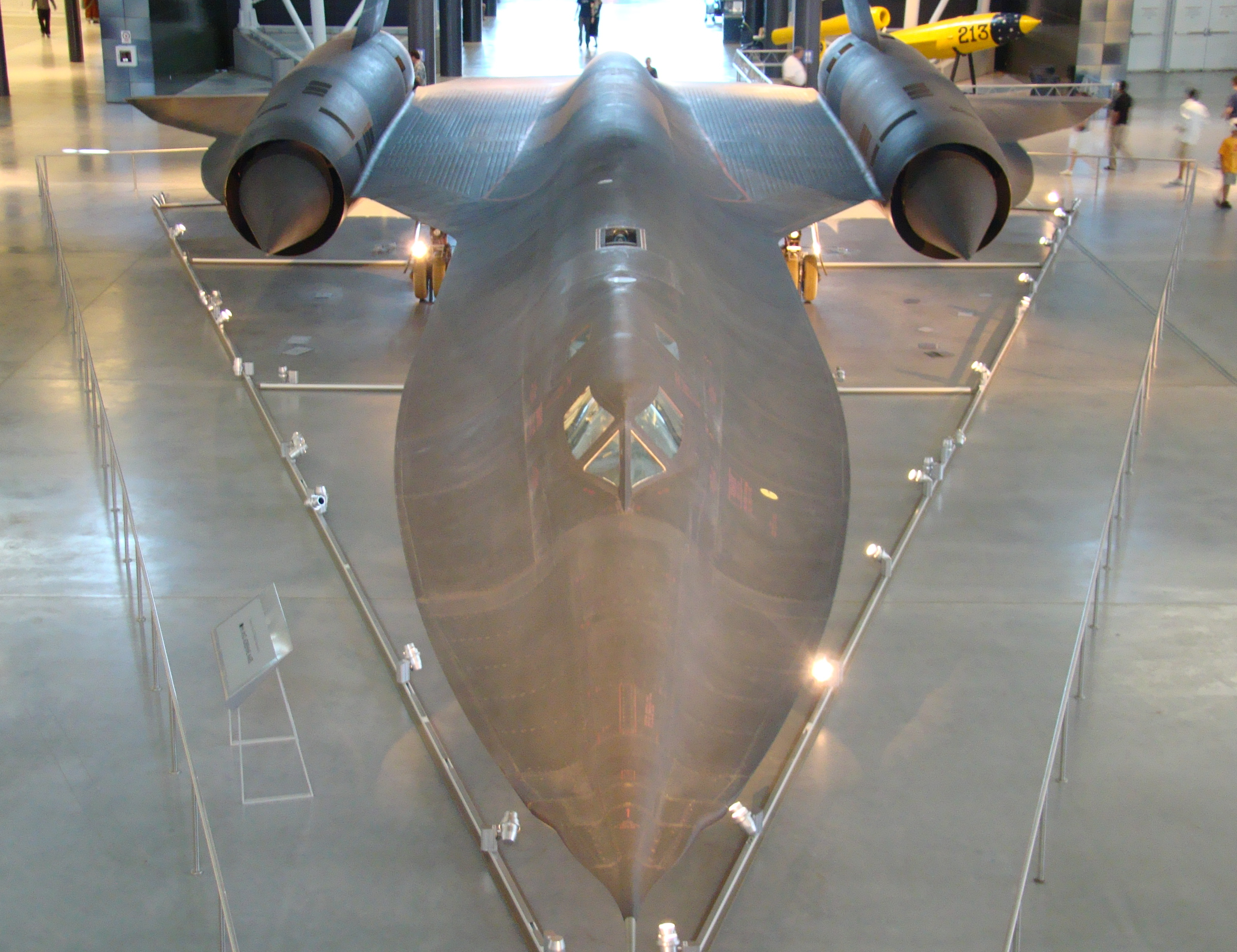
El Lockheed SR-71 Blackbird que sirve como modo de vehículo Jetfire.
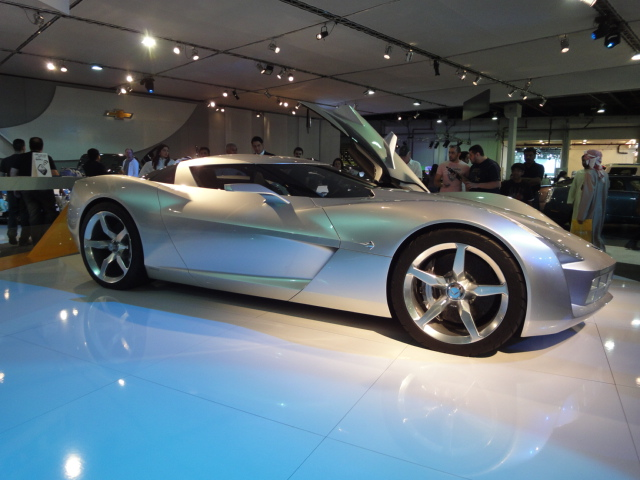
Chevrolet Corvette Stingray conceptual.

## Producción

### Desarrollo
El principal obstáculo que fue superado durante la producción de la película fue la huelga de guionistas en Hollywood de 2007-2008, así como amenazas de huelgas de otros sindicatos. Antes de la posible huelga del Sindicato de Directores de Estados Unidos, Bay comenzó a crear animatics de secuencias de acción con los personajes rechazados para la película de 2007. Esto permitiría que los animadores completen las secuencias si el Sindicato de Directores de Estados Unidos hacía huelga en julio de 2008, lo que finalmente no pasó. Bay consideró hacer un pequeño proyecto entre Transformers y su secuela, pero decidió no hacerlo, diciendo que "tienes a tu bebé y no quieres que nadie más lo tenga".

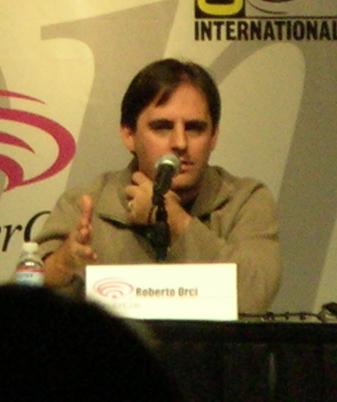
EL guionista Roberto Orci El 30 de mayo de 2007, un mes antes del estreno de " Transformers", DreamWorks.

Los guionistas Roberto Orci y Alex Kurtzman, que habían escrito la primera película, originalmente rechazaron la secuela debido a una agenda ocupada. El estudio comenzó a reunir otros guionistas en mayo de 2007, pero no estaban impresionados con sus pitches y finalmente convencieron a Orci y Kurtzman de regresar. El estudio también contrató a Ehren Kruger, ya que impresionó a Bay y al presidente de Hasbro Brian Goldner con su conocimiento de la mitología de Transformers, y porque era amigo de Orci y Kurtzman. Al trío guionista se le pagó US$8 millones. La escritura del guion fue interrumpida por la huelga de guionistas en Hollywood de 2007-2008, pero, para evitar el retraso de la producción, los guionistas pasaron dos semanas escribiendo un tratamiento, el cual entregaron la noche anterior al comienzo de la huelga y Bay expandió la idea principal a una mezcla entre guion y tratamiento de 60 páginas, incluyendo más acción, chistes, así como nuevos personajes. Los tres guionistas pasaron cuatro meses terminando el guion luego que Bay los "encerró" en dos habitaciones de hotel: Kruger escribía en su propia habitación y el trío chequearía el trabajo del otro dos veces al día.
Orci describió el tema de la película como "estar lejos de casa", con los Autobots contemplando la vida en la Tierra, ya que no pueden restaurar Cybertron, mientras Sam va a la universidad. Él quería al foco entre los robots y los humanos "mucho más equitativamente equilibrado", con "límites más altos", y más centrado en los elementos de ciencia ficción. Lorenzo di Bonaventura dijo que, en total, había alrededor de cuarenta robots en la película, mientras Scott Farrar, de ILM, afirmó que en realidad había sesenta. Orci agregó que quería "modular" más el humor, y sintió que logró los chistes más "escandaloso[s]" balanceándolos con un enfoque más serio de la trama en la mitología de Transformers. Bay coincidió en que quería complacer a los fanes haciendo el tono más oscuro, y que "las madres pensarán que es lo suficientemente segura para llevar a los niños al cine de vuelta". Se agregaron dos elementos cerca del final de la producción: el Autobot Jolt —ya que General Motors quería publicitar el Chevrolet Volt— y el cañón de riel que mata a Devastator, una nueva adquisición del Ejército de EE. UU.
La película tuvo un presupuesto de US$200 millones, US$50 millones más que el de la película de 2007, y algunas de las escenas de acción desechadas en la original fueron incluidas en la secuela, como el modo en que Optimus es reintroducido en la película. Lorenzo di Bonaventura dijo que el estudio propuso filmar dos secuelas simultáneamente, pero él y Barry coincidieron en que no era la decisión correcta para la serie.
Antes del estreno de la película, el productor Tom DeSanto tuvo "una idea muy buena", la de introducir a los Dinobots, mientras Bay estaba interesado en un portaviones, que había sido desechado de la película de 2007. Orci declaró que ellos no incorporaron a estos personajes en La venganza de los caídos porque no podían pensar en un modo de justificar la elección de la forma de los Dinobots, y no podían caber en un portaviones. Además, Orci admitió que también descartó a los Dinobots porque no le gustan los dinosaurios, diciendo: "Reconozco que soy raro en esa rama". Sin embargo, se encariñó con ellos durante el rodaje debido a su popularidad con los fanes. Él agregó: "No podía entender por qué un Transformer sentiría la necesidad de disfrazarse en frente de un montón de lagartos. Como cinéfilo, quiero decir. Una vez que la audiencia general esté totalmente a bordo con todo el asunto, puede haber Dinobots en el futuro". Sin embargo, luego que le preguntaran sobre el asunto, Michael Bay dijo que odiaba a los Dinobots y que nunca habían estado en consideración para aparecer en las películas.
Durante la producción, Bay intentó crear una campaña de desinformación para aumentar el debate sobre qué Transformers aparecerían en la película, así como para tratar de despistar a los fanes sobre la historia de la película; sin embargo, Orci confesó que esta idea fue generalmente ineficaz. El estudio fue tan lejos como para censurar las entrevistas de MTV y Comic Book Resources con Mowry y Furman, quienes confirmaron que Arcee y Fallen estarían en la película. Bay le dijo a la revistaEmpire que Megatron no sería resucitado, clamando que su nueva forma de tanque era un personaje solo en juguete, solo para que Orci confirmara que Megatron sí regresaría en la película en febrero de 2009. Bay también declaró que fingió la filtración de hojas de llamadas diarias desde la primera semana de rodaje, que revelaba la elección del actor Ramón Rodríguez, y la aparición de los gemelos Autobots y de Jetfire.

### Rodaje

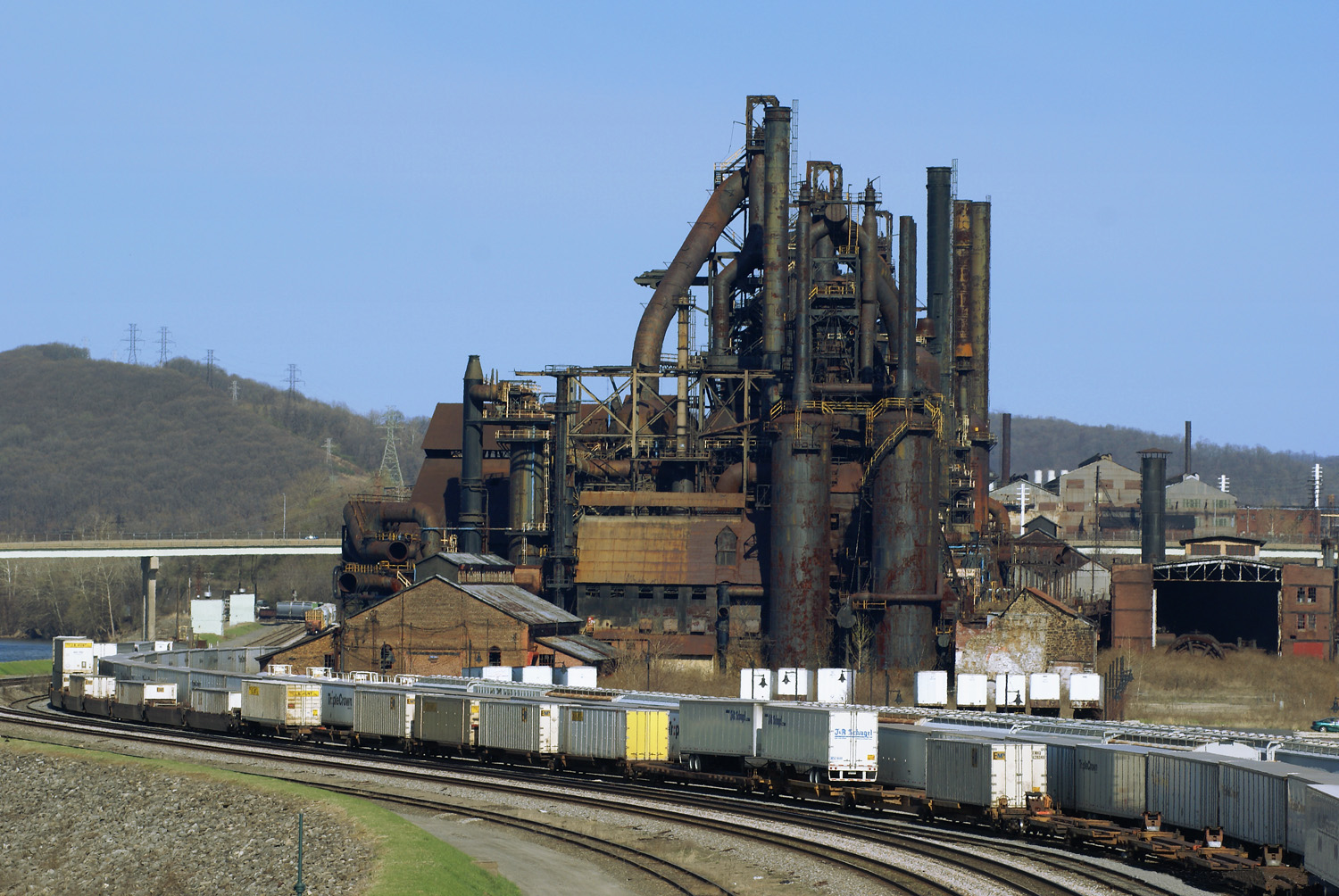
El sitio de Bethlehem Steel en Belén, Pensilvania fue el primer lugar de rodaje.

Inspiradas por su uso en The Dark Knight de Christopher Nolan, tres secuencias de acción en Transformers: la venganza de los caídos fueron rodadas usando cámaras IMAX. Aunque el guionista Roberto Orci sugirió que las imágenes IMAX fueran en 3D, Bay luego dijo que encontraba al 3D demasiado "efectista". Bay agregó que rodar en IMAX era más fácil que usar cámaras estereoscópicas.
La mayoría de las escenas en interiores de la película fueron rodadas en los antiguos estudios de sonido de Hughes Aircraft en Playa Vista, California. Del 2 al 4 de junio de 2008, la producción rodó la secuencia de acción en el sitio de Bethlehem Steel en Bethlehem, Pensilvania, que fue usado para representar una porción de Shanghái. Más tarde, ellos rodaron en Steven F. Udvar-Hazy Center. El equipo se movió a Filadelfia el 9 de junio, donde rodaron en una central eléctrica de PECO en Richmond en desuso, además de en la Universidad de Pensilvania, la Universidad Drexel, la Penitenciaría Estatal, el Parque Fairmount, el Ayuntamiento de Filadelfia, la plaza Rittenhouse, la histórica calle del Canciller (que representa la Plaza de la Concordia en París) y en un local de la cadena Wanamaker's. La producción se movió a la Universidad de Princeton el 22 de junio. El rodaje ahí enojó a algunos estudiantes de la Universidad de Pensilvania, creyendo que Bay había elegido re-rodar las escenas en Princeton y escribir el nombre de Princeton en la película. Sin embargo, ni la Universidad de Pensilvania ni la de Princeton le dio a Bay permiso de ser nombrada en la película debido a una escena en la que la madre de Sam ingiere brownies mezclados con marihuana, la cual ambas instituciones sintieron que "no representaba a la escuela".

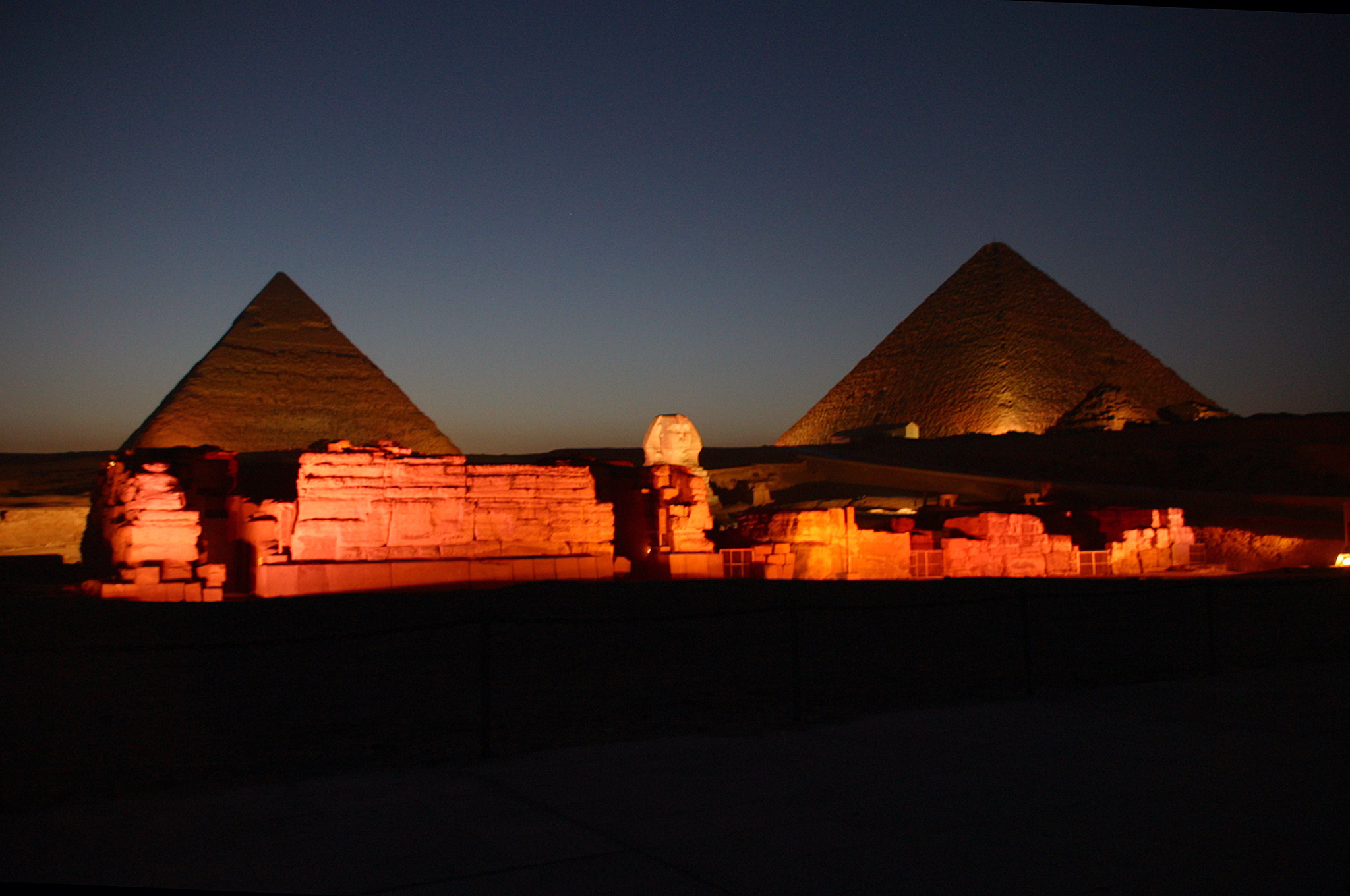
Se pasaron tres días de rodaje en Egipto.

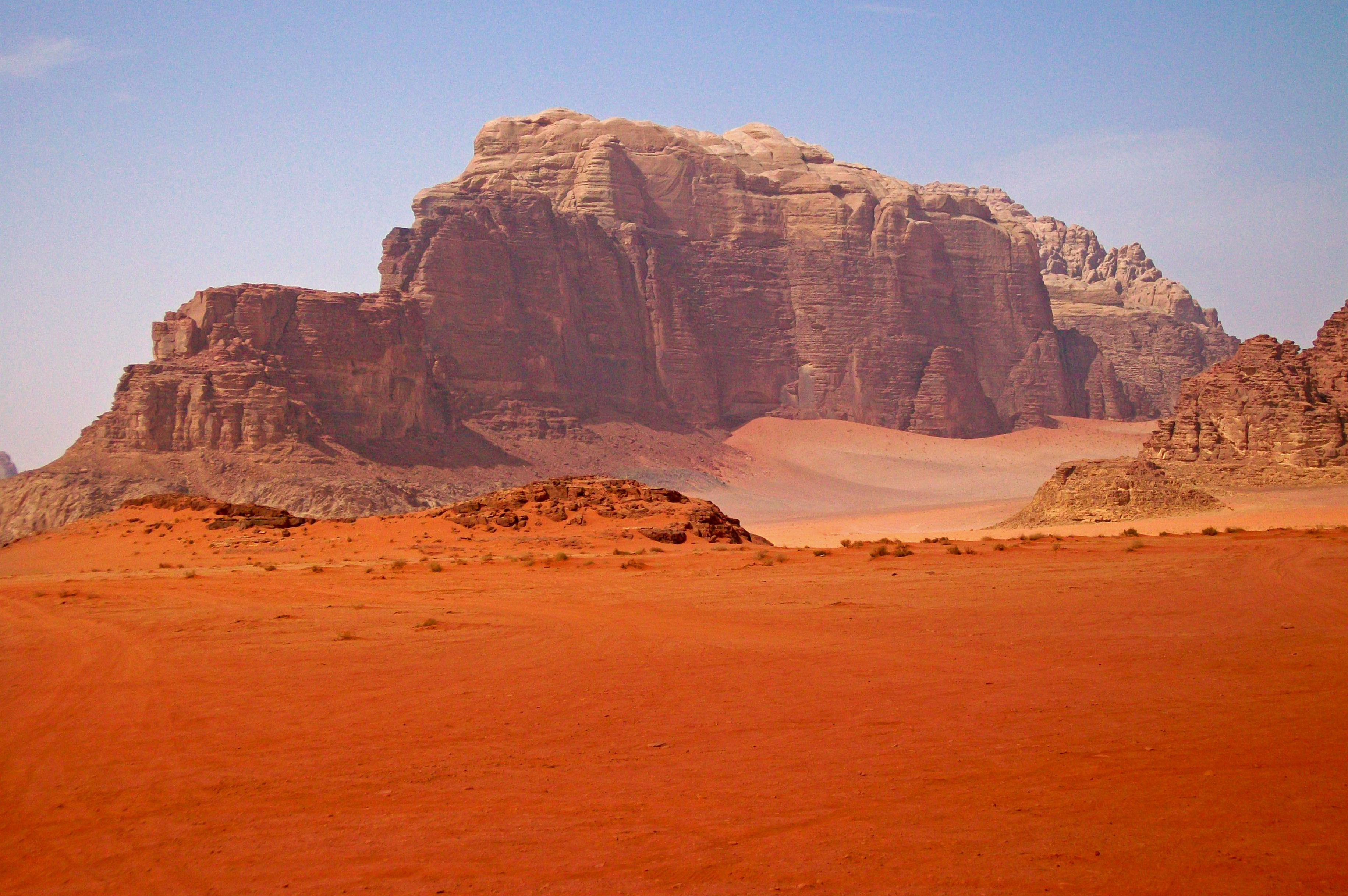
Uadi Rum en Jordania fue un práctico escenario en el rodaje de Transformers: la venganza de los caídos.

Bay programó una pausa del rodaje iniciando el 30 de junio, dirigiendo su atención a las escenas de animación y segunda unidad debido a la posible huelga de sindicato. El rodaje de la batalla de Shanghái más tarde continuó en Long Beach, California. En septiembre, el equipo rodó en la base de la Fuerza Aérea de Estados Unidos Holloman y el Campo de Misiles de Arenas Blancas en Nuevo México. Las dos localizaciones fueron usadas para Catar en Transformers y sustituyó a Egipto en esta película. También se usó un modelo a escala en Los Ángeles para algunos acercamientos de las pirámides. El rodaje en el Aeropuerto Internacional de Tucson y el cementerio de aviones del 309° Grupo de Mantenimiento y Regeneración Aeroespacial se llevó a cabo en octubre bajo el título de trabajo falso Prime Detective (en referencia a Star Trek). El rodaje también se realizó en la Base del Cuerpo de Marines Camp Pendleton y la Base de la Fuerza Aérea Davis-Monthan

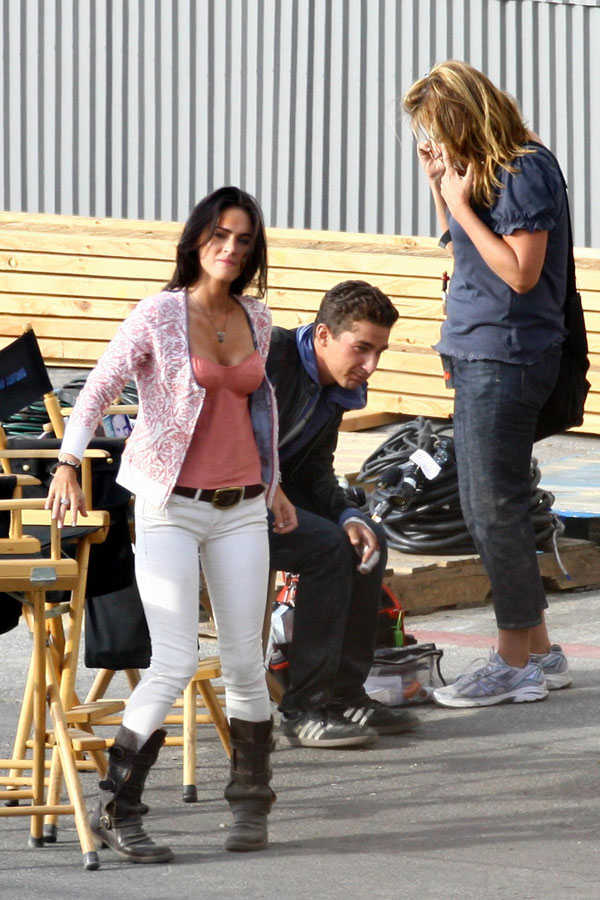
Megan Fox y Shia LaBeouf en el rodaje de la película

La primera unidad luego rodó por tres días en Egipto en el complejo de pirámides de Guiza y Lúxor. El rodaje fue altamente secreto, pero de acuerdo con el productor Lorenzo di Bonaventura, un equipo de 150 estadounidenses y "varias docenas de egipcios locales" aseguraron un rodaje "notablemente sigiloso". Bay consiguió la aprobación del gobierno egipcio de rodar en las pirámides al contactar a Zahi Hawass, quien según Bay "puso su brazo alrededor mío y dijo, ‘No lastimes a mis pirámides’". Una grúa de grabación de 50 pies (15 m) de alto fue usada en la localización. Bay dijo que encontró el clímax de la primera película débil, en parte porque fue rodado a lo largo de cinco manzanas de la ciudad distintas, haciendo a la acción confusa y difícil de seguir. En esta película, la última batalla en Egipto fue ideada para hacer a la acción más fácil de seguir.
Se pasaron cuatro días en Jordania; la Real Fuerza Aérea Jordana ayudó a rodar en Petra, Uadi Rum y Salt, ya que el Rey Abdalá II es un gran fan de las películas de ciencia ficción. El rodaje continuó en la Plaza de la Concordia en París con las tomas de la segunda unidad de la Torre Eiffel y el Arco de Triunfo. El reparto y el equipo terminaron la fotografía principal en el portaviones USS John C. Stennis el 2 de noviembre de 2008.

### Efectos
Hasbro se involucró más en los diseños de los robots en esta película que en Transformers. La compañía, junto con Takara Tomy, le sugirió a los cineastas que combinar robots fuera el atractivo principal de la película. Ellos insistieron en conservar los modos alternativos de algunos de los personajes que regresaron para que los consumidores no tuvieran que comprar juguetes de los mismos personajes. Bay usó un F-16 Fighting Falcon y tanques reales disparando de verdad al rodar las batallas. Varios de los nuevos autos Autobot provistos por General Motors tenían colores brillantes para verse distintivos en la pantalla. La venganza de los caídos cuenta con 46 robots, mientras la película original tenía 14.
Scott Farrar regresó como supervisor de efectos visuales y anticipó un modo más sombrío de tratar la iluminación, así como papeles más profundos para los Decepticons. Dijo que con el límite de entrega más grande, la posproducción se convertiría en un "circo". Los productores esperaban que con un presupuesto mayor y los elaborados efectos especiales, los Transformers tendrían un papel mayor. Peter Cullen recordó, "Don Murphy me mencionó: ‘Solo por el tremendo gasto de animar a Optimus Prime, él solo estará en una cierta cantidad de cosas [de Transformers].’ Pero dijo: ‘La próxima vez, si la película es un éxito, estarás en ella un montón’". Además, Michael Bay esperaba incluir más primeros planos de las caras de los robots. Las cabezas debían estar diseñadas con más piezas para expresar emociones de un modo más convincente. Farrar dijo que los animadores implementaron más de "las salpicaduras, los golpes y las peleas sobre tierra o en movimiento, golpeándose con los árboles", explicando: "Las cosas se hacen añicos y se rompen, ellos [los robots] escupen, pierden gas, sudan y bufan". Rodar en la resolución de IMAX más alta requirió más de 72 horas para hacer un solo cuadro de animación. Mientras ILM usó 15 terabytes para Transformers, se usaron 140 para la secuela. La iluminación fue un efecto particularmente problemático, con escenas como Jetfire dentro del Smithsoniano requiriendo 41 fuentes de luz, y la destrucción de la pirámide, que aparece en alrededor de cinco tomas y requirió siete meses para simular el comportamiento de los bloques. Orci insinuó que la mayoría de los Decepticons estaban completamente generados por computadora tanto en modo robot como en modo alternativo, facilitando la escritura de escenas adicionales para ellos en posproducción. Hacer al Devastator ocupó más del 85% de la capacidad de granja de render de ILM, y la complejidad de la escena para hacerla en resolución IMAX causó que una computadora "explote".

### Música
La banda sonora de Transformers: La venganza de los caídos fue compuesta por Steve Jablonsky, quien se reunió con el director Michael Bay para grabar su banda sonora con un ensamble de 71 piezas de la Hollywood Studio Symphony en el Sony Scoring Stage. Jablonsky y el productor de su banda sonora Hans Zimmer compusieron varias interpretaciones de una canción de Linkin Park llamada «New Divide» para la banda sonora.

## Comercialización
Se gastaron US$150 millones adicionales para comercializar la película mundialmente. La línea de juguetes de La venganza de los caídos de Hasbro incluyó nuevos modelos de personajes inéditos y ya conocidos, así como figuras de 2007 con nuevos elementos de modelo o nuevos esquemas de pintura. La primera ola fue lanzada el 30 de mayo de 2009, aunque Bumblebee y Soundwave debutaron por adelantado. La segunda ola salió en agosto de 2009, presentando juguetes como figuras de acción de 5,7 cm que caben dentro de los robots transformados, y réplicas no transformables que pueden ser usados en una pista de carreras. Entre los socios de emplazamiento publicitario en la película se encontraban Burger King, 7-Eleven, LG, Kmart, Wal-Mart, YouTube, Nike y M&M's, así como Jollibee en las Filipinas. Los problemas financieros de General Motors limitaron su participación en la publicidad de la secuela, aunque Paramount reconoció que, con o sin la compañía, su campaña de comercialización seguía siendo muy grande y tenía la base del éxito de la película de 2007. Kyle Busch condujo un auto decorado de La venganza de los caídos en el Infineon Raceway el 21 de junio de 2009, mientras Josh Duhamel condujo un Camaro de 2010 en el Indianápolis 500. En el estreno de la película en China, se construyó una versión de Bumblebee usando un Volkswagen Jetta.

### Medios impresos
Chris Mowry y el artista Alex Milne, que había colaborado en el cómic The Reign of Starscream, se reunieron para la precuela de IDW Publishing de la película. Originalmente establecida como una serie de cinco partes titulada Destiny, se separó en dos series publicadas simultáneamente, tituladas Alliance y Defiance. La primera, Alliance, estuvo dibujada por Milne y comenzó en diciembre de 2008; se centra en las perspectivas humanas y Autobot. La segunda, Defiance, que comenzó al mes siguiente, estuvo dibujada por Dan Khanna y transcurre antes de todas las películas, mostrando los inicios de la guerra.
Después de la película de 2007, y sirviendo como un puente entre las dos películas, Alan Dean Foster escribió Transformers: The Veiled Threat, originalmente titulado Infiltration. Durante la escritura, Foster colaboró con IDW para asegurarse que sus historias no se contradijeran entre ellas.
El primer medio impreso directamente relacionado con la segunda película fue un libro de coloreo y actividades de 32 páginas de la editorial HarperCollins, que estuvo disponible desde el 5 de mayo de 2009 y fue la primera fuente oficial en revelar abiertamente puntos claves de la película. El 1 de junio de 2009, DK Publishing publicó un libro de 96 páginas titulado Transformers: The Movie Universe, que pretendía dar datos concretos sobre los personajes de la película.
El 10 de junio de 2009, se publicó la adaptación a cómic de la película, escrita por Simon Furman. Además, Alan Dean Foster también escribió una novelización de la película. Mientras tanto, Dan Jolley escribió Transformers: Revenge of the Fallen: The Junior Novel, un libro de 144 páginas orientado a una audiencia más joven que el del libro de Foster. Por último, se publicó un libro titulado Transformers: The Art of the Movies, documentando los aspectos detrás de escenas de la realización de la película.
Entre otras publicaciones licenciadas menores se encuentran: Tranformers: Revenge of the Fallen: The Last Prime, Tranformers: Revenge of the Fallen: The Reusable Sticker Book, Tranformers: Revenge of the Fallen: Made You Look!, Tranformers: Revenge of the Fallen: Rise of the Decepticons, Tranformers: Revenge of the Fallen: Spot the 'Bots', Tranformers: Revenge of the Fallen: Mix and Match, Operation Autobot, When Robots Attack y Tranformers: Revenge of the Fallen 2010 Wall Calendar.

### Videojuego
Los videojuegos de La venganza de los caídos se lanzaron disponibles en las siguientes plataformas:
- PlayStation 3 y Xbox 360 —desarrollado por Luxoflux y lanzado por Activision—.[87][88]
- Games for Windows —desarrollado por Beenox—, que es similar a la versión para PS3 y Xbox 360.[89]
- Wii y PlayStation 2 —desarrollado por Krome Studios—.[90]
- PlayStation Portable —desarrollado por Savage Entertainment—.[91]
- Nintendo DS —desarrollado por Vicarious Visions—, que está separado en dos juegos, Autobots y Decepticons.[92]

## Estreno
Transformers: La venganza de los caídos tuvo su estreno mundial el 8 de junio de 2009 en Tokio, Japón. Después de su estreno en el Reino Unido el 19 de junio de 2009, se estrenó en salas normales y IMAX en Estados Unidos el 24 de junio, aunque algunos cines realizaron funciones anticipadas de acceso limitado el 22 de junio. El estreno IMAX contó con escenas adicional de secuencias de peleas de robots extendidas, que no se vieron en la versión de cine normal.

### Versión casera
La película fue lanzada el 20 de octubre de 2009 en ediciones DVD y Blu-ray de dos discos, y una versión DVD de un disco. Michael Bay reveló que el lanzamiento Blu-ray de la película, producido por Charles de Lauzirika, contaría con formato variable para las escenas rodadas en formato IMAX. Una edición IMAX especial estuvo disponible exclusivamente en Wal-Mart. Las versiones caseras incluían más de tres horas de contenido extra y varias características interactivas, incluyendo "The AllSpark Experiment", que revelaba los planes de Michael Bay para una tercera película en la serie. En Target, las versiones en DVD y Blu-ray incluían una caja de Bumblebee transformable. Ambas ediciones de dos discos fueron las primeras de Paramount en incluir características de realidad aumentada, que permitían al usuario manejar un modelo en 3D de Optimus Prime en una computadora moviendo el paquete en frente de una cámara web. Las ventas de la primera semana del DVD alcanzaron las 7.5 millones de copias, siendo el DVD más vendido de 2009. La versión Blu-ray tuvo las mayores ventas de primera semana de 2009, con 1.2 millones de unidades.

## Recepción

### Crítica
Con base en 240 reseñas recolectadas por el sitio web especializado Rotten Tomatoes, La venganza de los caídos recibió una calificación promedio de 20% (la original obtuvo un 57%). El consenso crítico del sitio es que la película es "un espectáculo ruidoso, con poca trama y efectos especiales demasiado grandes que carece de un toque humano". Metacritic le dio una puntuación promedio de 35 de 100 de las 32 reseñas que recolectó. En las encuestas de CinemaScore, sin embargo, los usuarios le dieron a la película una "B+", comparado con la "A" que había recibido la película original. El actor Shia LaBeouf no quedó impresionado con la película, diciendo: "Nos perdimos. Tratamos de agrandarnos. Es lo que le ocurre a las secuelas. Es como, ¿cómo superas a la primera? Debes agrandarte. Mike se agrandó tanto que se hizo demasiado grande, y creo que perdieron el ancla de la película... Se perdieron un poco las relaciones. A menos que tengan esas relaciones, entonces la película no importa. Luego es solo un montón de robots luchando entre ellos". Michael Bay admitió su decepción con la película y se ha disculpado, diciendo que la película fue una "porquería" y culpando a la huelga de guionistas de 2007-2008, diciendo: "Fue muy difícil organizar (la secuela) tan rápido después de la huelga de guionistas (de 2007-08)". De acuerdo con The Washington Post, Transformers: La venganza de los caídos es la película peor reseñada de Bay, incluso mucho peor que Pearl Harbor. Betsy Sharkey, de Los Angeles Times, describió a la película como "se estampa en tu cara y te parte los oídos de forma inexorable. Es fácil que salgas pensando que has pasado 2 horas y media abrazando a un loco y salvaje carburador de un coche: es estimulante o insoportable, depende de tu punto de vista.".
Roger Ebert, que le había dado tres estrellas a la película de 2007, le dio solo una a la secuela, llamándola "una experiencia horrible de duración insoportable", una frase que más tarde se convirtió en el título de su tercera colección de malas reseñas de películas. Más adelante en su reseña, Ebert disuadió a los cinéfilos de ver la película diciendo: "Si quieres ahorrarte el precio de la entrada, ve a la cocina, acércate a un coro masculino cantando la música del infierno, y haz que un niño comience a golpear cacerolas y sartenes. Luego cierra los ojos y usa tu imaginación". Más tarde, él escribió en su blog sobre la película: "Llegará el día en que “Transformers: La venganza de los caídos” será estudiada en clases de cine y mostrada en festivales de cine de culto. Será vista, en retrospectiva, como la marca del fin de una era. Claro que habrá muchas más epopeyas de acción basadas en CGI, pero nunca más una así de inflada, excesiva, incomprensible, larga (149 minutos) o costosa (más de US$200 millones)". Ebert continuaría fustigando la película (y, a veces, la franquicia Transformers en general) en otras reseñas de películas y respuestas a cartas y correos electrónicos enviados a él. El crítico de Rolling Stone Peter Travers no le dio ninguna estrella a la película, considerando que "Transformers 2 tiene una oportunidad en el título de Peor Película de la Década". Más tarde, él mismo la nombró la peor película de la década. Otros críticos condenaron menos la película: The A.V. Club le dio a la película una "C-", quejándose del guion y la duración, pero mencionando que los efectos y las escenas de acción fueron impresionantes. Entre las reseñas positivas, Robbie Collin, de News of the World, remarcó: "Es más grande [en inglés: bigger]. Más mala [en inglés: badder]. Con más pechos [en inglés: boobier] Y muchas otras cosas que comienzan con B, incluyendo estúpidamente brillante[en inglés: boneheadedly brilliant]"; Amy Biancolli, de Houston Chronicle, la llamó "un vehículo de acción veraniega bien aceitado y acelerando ruidosamente que hace todo lo que se requiere, y algo más"; Jordan Mintzer, de Variety, dijo que "lleva a la franquicia a un nivel de inteligencia artificial vastamente superior"; y Owen Gleiberman, de Entertainment Weekly, escribió que la película "puede ser una sobredosis masiva de palomitas untadas con aceite de motor. Pero sabe cómo alimentar el apetito interno por destrucción en niños de 10 años".
En una encuesta de fin de año administrada por Moviefone, la película fue votada como la peor película de 2009, y la actuación de Megan Fox como la peor de una actriz ese año. Comcast listó a la película como la cuarta peor secuela de todos los tiempos. La revista Empire nombró a la película la 25° peor película jamás hecha. En junio de 2009, un artículo de Associated Press de David Germain llamó a la película el éxito de US$400 millones peor reseñado de todos.
Hubo una reacción negativa considerable hacia los personajes de Mudflap y Skids, quienes, según algunos, personificaban estereotipos racistas. Manohla Dargis, de The New York Times, dijo que "los personajes [...] indican que la juglaría permanece tanto en la moda en Hollywood como cuando, bueno, Jar Jar Binks fue liberado por George Lucas". El crítico Scott Mendelson dijo: "Decir que estos dos son las caricaturas más sorprendentemente racistas que he visto en una película dominante sería quedarse corto". Harry Knowles, fundador de Ain't It Cool News, fue más allá, pidiéndole a sus lectores que "no apoyen a esta película", ya que "llevarán [a sus hijos] a ver una película con las formas más bajas de humor, estereotipos y racismo alrededor". El director Bay intentó defender la película como "diversión buena y sana" e insistió en que: "Solo estamos agregando más personalidad". Los guionistas Roberto Orci y Alex Kurtzman respondieron a la controversia con: "Es muy difícil para nosotros sentarnos aquí y tratar de justificarlo. Pienso que sería muy tonto, y si alguien quiere ofenderse por ella, es su derecho. Estábamos muy sorprendidos cuando la vimos, también, y es una elección que se hizo. En todo caso, solo te muestra que no controlamos cada aspecto de la película".
Otra queja mayor sobre la película fue el uso de Bay del formato IMAX. En vez de usar IMAX para secuencias continuas completas, similar al enfoque del director Christopher Nolan para The Dark Knight, Bay eligió usar el formato principalmente en una base de toma por toma, combinando metraje convencional de 35 mm y tomas IMAX en la misma secuencia. Este enfoque, combinado con cortes rápidos, creó una experiencia discordante y muy desagradable para la mayoría de los cinéfilos.

### Taquilla
A pesar de las pobres reseñas de los críticos, la película fue un éxito en taquilla. La venganza de los caídos recaudó US$16 millones de funciones de medianoche, en el momento la mayor cantidad para un debut de miércoles a medianoche. La película procedió a batir el récord de Harry Potter y la Orden del Fénix (US$44.2 millones) por el mayor estreno en miércoles de la historia, produciendo US$63 millones en ingresos totales en su primer día (hasta que The Twilight Saga: Eclipse batió su récord con US$68.5 millones en 2010), colocándola además como el segundo mejor día de estreno de todos en el momento, detrás de The Dark Knight. La película recaudó US$108.9 millones en su primer fin de semana, el séptimo mayor en la historia en ese momento, y produjo US$200 millones en sus primeros cinco días, poniéndola en segundo lugar detrás de los US$203.7 millones de The Dark Knight por los mayores cinco días de estreno de todos los tiempos. Su recaudación del viernes al domingo también marcó el mayor fin de semana de estreno de junio por un año, batiendo el récord de Potter y el prisionero de Azkaban (US$93.7 millones), hasta que Toy Story 3 reclamó ese récord al año siguiente (US$110.3 millones).
La venganza de los caídos permaneció en el primer puesto en la taquilla por dos semanas seguidas por un estrecho margen. Las estimaciones iniciales de los estudios mostraban un empate entre ella y el estreno de ese fin de semana, Ice Age: Dawn of the Dinosaurs, pero los totales reales mostraban a La venganza de los caídos tomando el primer lugar una vez más con US$42.320.877. Además, fue la primera película de 2009 en alcanzar la marca de US$300 millones en Estados Unidos. El 27 de julio, un mes después de su estreno, la película alcanzó los US$379.2 millones en Estados Unidos, lo que la puso entre las 10 películas con la mayor recaudación en ese país desde agosto de 2009. La venganza de los caídos cerró su plazo de taquilla con US$402.111.870 en Norteamérica y US$836.303.693 mundialmente, siendo la decimoctava película con mayor recaudación de todos los tiempos domésticamente, y la 42° película con la mayor recaudación de todos los tiempos. Entre las películas de 2009, fue la segunda película con mayor recaudación en Estados Unidos y Canadá, detrás de Avatar, y la cuarta globalmente, detrás de Avatar, Harry Potter y el misterio del príncipe y Ice Age: Dawn of the Dinosaurs. Desde 2013, la película tiene la marca de la segunda película de Hasbro con mayor recaudación de todos los tiempos, solo detrás de su secuela Transformers: el lado oscuro de la luna.

### Premios y nominaciones
La venganza de los caídos estuvo entre las películas preseleccionadas por los mejores efectos visuales en los 82° Premios Óscar, pero solo fue nominada al mejor sonido —para Greg P. Russell, Gary Summers y Geoffrey Patterson—, finalmente perdiendo ante The Hurt Locker. La película ganó cinco Scream Awards, a mejor actriz —Megan Fox—, actuación femenina destacada —Isabel Lucas—, mejor secuela, mejores efectos especiales, y canción del año —«New Divide»—; y dos Teen Choice Awards, a estrella de película de verano: femenina —Megan Fox— y estrella de película de verano: masculino —Shia LaBeouf—. La venganza de los caídos también estuvo nominada al Premio Saturn a la mejor película de ciencia ficción, pero perdió ante Avatar; además fue nominada en los Premios Satellite a los mejores efectos visuales y mejor sonido, en el VES Award a efectos visuales destacados en una película impulsada por efectos visuales, al Premio del Sindicato de Actores al mejor reparto de especialistas, y a un MTV Movie Award al mejor momento sorprendente —Isabel Lucas transformándose en Decepticon—. Shia LaBeouf, la película y Megan Fox estuvieron nominados a los Nickelodeon's Kids' Choice Awards por actor de cine favorito, película favorita y actriz de cine favorita, respectivamente, pero todos perdieron ante Taylor Lautner, Alvin y las ardillas 2 y Miley Cyrus, respectivamente.
Por otro lado, estuvo nominada a siete Premios Razzie, incluyendo peor actriz para Megan Fox —también por Jennifer's Body—, peor actriz de reparto para Julie White, peor pareja —por Shia LaBeouf y Megan Fox— y peor remake o secuela, ganando tres en las categorías: peor película, peor director y peor guion en los 30° Premios Golden Raspberry.

## Secuelas
La tercera película, El lado oscuro de la luna, se estrenó el 29 de junio de 2011. La cuarta película, La era de la extinción, se estrenó el 27 de junio de 2014. La quinta película, con el título oficial de Transformers: el último caballero, fue estrenada el día 23 de junio de 2017. Un spin-off, titulado Bumblebee, fue estrenado el 20 de diciembre de 2018.